# Кейсі (Іллінойс)
Кейсі (англ. Casey) — місто (англ. city) в США, в округах Кларк і Камберленд штату Іллінойс. Населення — 2404 особи (2020).

## Географія
Кейсі розташоване за координатами 39°18′10″ пн. ш. 87°59′22″ зх. д. / 39.30278° пн. ш. 87.98944° зх. д. (39.302657, -87.989554).  За даними Бюро перепису населення США в 2010 році місто мало площу 5,59 км², уся площа — суходіл.

## Демографія
Згідно з переписом 2010 року, у місті мешкало 2769 осіб у 1163 домогосподарствах у складі 706 родин. Густота населення становила 496 осіб/км².  Було 1355 помешкань (242/км²).
Расовий склад населення:
| - 98,2 % — білих - 0,4 % — чорних або афроамериканців - 0,3 % — азіатів - 0,1 % — корінних американців |

До двох чи більше рас належало 0,6 %. Частка іспаномовних становила 1,8 % від усіх жителів.
За віковим діапазоном населення розподілялося таким чином: 22,9 % — особи молодші 18 років, 55,0 % — особи у віці 18—64 років, 22,1 % — особи у віці 65 років та старші. Медіана віку мешканця становила 42,3 року. На 100 осіб жіночої статі у місті припадало 85,6 чоловіків;  на 100 жінок у віці від 18 років та старших — 78,9 чоловіків також старших 18 років.
Середній дохід на одне домашнє господарство  становив 58 544 долари США (медіана — 41 179), а середній дохід на одну сім'ю — 71 510 доларів (медіана — 56 389). Медіана доходів становила 37 321 долар для чоловіків та 30 950 доларів для жінок. За межею бідності перебувало 15,0 % осіб, у тому числі 23,8 % дітей у віці до 18 років та 12,4 % осіб у віці 65 років та старших.
Цивільне працевлаштоване населення становило 1094 особи. Основні галузі зайнятості: освіта, охорона здоров'я та соціальна допомога — 21,7 %, виробництво — 16,7 %, будівництво — 10,5 %, роздрібна торгівля — 10,3 %.